# Три сестры (фильм, 1970)
«Три сестры́» (англ. Three Sisters) — британский художественный фильм-драма 1970 года режиссёра Лоренса Оливье и Джона Зихеля, поставленный на основе одноимённой пьесы А. П. Чехова. Постановка картины основана на спектакле Оливье 1967 года сцены Королевского национального театра. В 1974 году картина вышла в прокат в США как часть проекта The American Film Theatre.

## Сюжет
Сюжет фильма повторяет события пьесы А. П. Чехова «Три сестры».
Андрей Прозоров и три его сестры — Ольга, Маша и Ирина — живут в загородном доме в провинции, куда они одиннадцать лет назад переехали с отцом из Москвы. С того времени Прозоровы постоянно жалуются на жизнь и мечтают вернуться в родной город. Действие начинается через год после смерти отца, в день именин Ирины. На именины собираются гости: Василий Солёный, Николай Тузенбах, оба влюблённые в именинницу, Александр Вершинин, у которого тайный роман с Машей, и Наташа — возлюбленная Андрея.
Прошло время. Андрей женился на Наташе и пристрастился к картам. Наталья осваивается в роли новой властной хозяйки дома. У неё родился сын, для которого Наташа забрала комнату Ирины, выселив ту к Ольге. Солёный признаётся Ирине в любви, но та отвергает его, на что Солёный клянётся разобраться с соперником — Тузенбахом. Маша и Вершинин тайно встречаются, несмотря на то, что оба состоят в браках, однако несчастливых. Тузенбах хочет начать жизнь в новом городе и зовёт с собой Ирину.
Прошло пять лет с момента сцены с именинами. Ольга стала директором гимназии, и практически там живёт, редко бывая дома. Наталья родила Андрею дочь и хочет поселить её в комнате Ирины, которая после долгий раздумий наконец принимает предложение Тузенбаха уехать, однако чувств к нему не испытывает, но отвергнутый Солёный убивает Тузенбаха. В итоге Вершинин и Солёный покидают город, оставляя сестёр одних, так и продолжающих жаловаться на жизнь.

## В ролях
| Актёр           | Роль               |
| --------------- | ------------------ |
| Луиза Пурнелл   | Ирина              |
| Джоан Плаурлайт | Маша               |
| Джоан Уоттс     | Ольга              |
| Дерек Джекоби   | Андрей Прозоров    |
| Алан Бейтс      | Александр Вершинин |
| Фрэнк Уили      | Василий Солёный    |
| Рональд Пикап   | Николай Тузенбах   |
| Лоренс Оливье   | Иван Чебутыкин     |

Источник: IMDb.

## Съёмки и прокат
В 1967 году режиссёр Лоренс Оливье поставил на сцене Королевского национального театра Великобритании пьесу А. П. Чехова «Три сестры», где сам играл Чебутыкина. На основе этой постановки Оливье и режиссёр Джон Зихель сняли одноимённый художественный фильм, который вышел на экраны Великобритании в 1970 году. Сценарием фильма стал перевод пьесы на английский язык, выполненный Марией Будберг. В киноадаптации некоторые сцены были расширены. Например, была добавлена визуализация мечты Ирины о возвращении в Москву в виде гротескной сцены с бальными залами и театрами. Оператором картины был Джеффри Ансуорт.
В 1974 году картина вышла на экраны США как часть проекта The American Film Theatre (AFT). AFT представлял собой серию художественных фильмов, снятых на основе пьес различных авторов, как классиков, так и современников. Сеансы на показах фильмов, входящих в AFT, повторяли театральные традиции: были антракты, билеты продавались сразу на ряд фильмов — на манер театрального абонемента. Всего в проекте было два сезона: в 1973—1974 и 1975 годах.

## Отзывы
Джудит Крист из New York Magazine назвала картину положительно «ни фильм, ни пьеса» из-за присутствующих кинематографических приёмов у в целом театральной постановки и высоко оценила операторскую работу. Молли Хаскелл из The Village Voice нашла игру Джоан Плаурлайт, воплощавшую Машу, не только лучшей актёрской работой фильма, но и лучшим воплощением чеховского женского персонажа.
В ретроспективе критик из Time Out назвал экранизацию «мучительной» из-за длинных пауз между диалогами.